# Африканский чеглок
Африканский чеглок (лат. Falco cuvierii) — вид хищных птиц рода соколов.
Населяет Африку южнее Сахары. Размерами и окраской похож на обыкновенного чеглока.